# Бабанкіна Тетяна Олександрівна
Баба́нкіна Тетя́на Олекса́ндрівна (4 жовтня 1933, місто Петровськ) — радянська телеведуча та режисер, перший диктор Удмуртського телебачення.
Народилась 4 жовтня 1933 року в місті Петровськ Саратовської області. Закінчила Казанське педагогічне училище в 1952 році. В 1956—1967 роках працювала диктором Іжевської студії телебачення. Вела журнал «Удмуртія», передачі «Про що гудять паровози», «В завулку перевулку», дитячі передачі «Кіт Мурлишка», «Хлопчик і годинник», «Веселі малюнки», клуб літератури та мистецтва, журнали «Здоров'я», «Пісні з екрану». Озвучила також теленариси «Адреса дуже проста», «Завжди поряд», «Місто, в якому ми живемо».
В 1967—1989 роках працювала на телестудії міста Запоріжжя — асистентом режисера та режисером.